# 274300 UNESCO
274300 UNESCO este o planetă minoră (asteroid) din centura de asteroizi. A fost descoperită pe 25 august 2008 la Andrușivka de Andrușivska astronomicina observatoria⁠(d) și a fost numită după Organizația Națiunilor Unite pentru Educație, Știință și Cultură. 
Obiectul prezintă o orbită caracterizată de o semiaxă mare de 2,4357467120239 UAi, o excentricitate de 0,14, o înclinație de 3,7 ° în raport cu ecliptica.